# If It’s Over
Az If It’s Over Mariah Carey amerikai énekesnő egyik kislemeze. A számot Carey együtt írta Carole King énekesnővel, és szerepel Carey második, Emotions című albumán. Az If It’s Over volt a második a hét dal közül, amit az énekesnő előadott az MTV Unplugged műsor keretén belül tartott koncertjén, és felkerült MTV Unplugged című koncertfelvételére. A dal az Emotions album negyedik és az MTV Unplugged EP második, mindkét albumnak az utolsó kereskedelmi forgalomban kapható kislemeze (bár az Emotionsról megjelent még egy promóciós kislemez, a Till the End of Time is).

## Felvételek
Carole King eredetileg azt javasolta Mariah Careynek, hogy dolgozza fel az ő egyik számát, a (You Make Me Feel like) a Natural Womant, Carey azonban azt felelte, szívesebben énekli a saját számait, és félt, hogy az ő feldolgozása nem sikerülne olyan jól, mint az Aretha Frankliné. Ezért King és ő egy új dal megírásába fogtak, ez lett az If It’s Over.
A dal egy lassú, szomorú hangvételű dal, mely arról énekel Carey, hogy ha a szerelemnek vége, akkor ne játsszon vele többet a férfi, hanem engedje el.

## Megjelentetése
Mivel Carey korábbi számai, melyek más stílusúak voltak, mint az If It’s Over, mind nagy sikert arattak az USA-ban, a Sony/Columbia vezetői úgy gondolták, rontana a Careyről mint popsztárról kialakult képen, ha egy ilyen dzsesszesebb, soulosabb számot jelentetnének meg, ezért a kislemez az USA-ban nem jelent meg, és külföldön is csak kevés országban (például Japánban és Hollandiában). A videóklip, melyet Larry Jordan rendezett, a koncertfelvételből lett összevágva.

## Számlista
CD kislemez (Ausztria)
kazetta (Ausztrália, Hollandia)
1. If It’s Over (Live)
2. If It’s Over (Album version)

CD maxi kislemez (Ausztria)
1. If It’s Over (Live)
2. If It’s Over (Album version)
3. Someday (New 12" Jackswing)

Mini CD (Japán)
1. If It’s Over
2. Emotions
3. Special spoken message for Japanese fans

7" kislemez (Hollandia)
1. If It’s Over (Edit)
2. If It’s Over